# Kewullay Conteh
Kewullay Conteh (Freetown, 31 dicembre 1977) è un ex calciatore sierraleonese, di ruolo difensore.

## Biografia
In seguito allo scandalo del calcioscommesse, l'8 maggio 2012 viene deferito dalla Procura federale della FIGC. Dal 28 maggio 2012 ha inoltre l'obbligo di firma.
Il 31 maggio patteggiando viene squalificato per 1 anno e 8 mesi.
Il 9 febbraio 2015 la procura di Cremona termina le indagini e formula per lui e altri indagati le accuse di associazione a delinquere e frode sportiva.
Nell'aprile 2018 viene rinviato a giudizio dal gup del tribunale di Bologna con l'accusa di associazione a delinquere pluriaggravata finalizzata alla frode sportiva insieme ad altre 30 persone.
Nel luglio 2019 il tribunale di Bologna dichiara estinta l'accusa di partecipazione ad associazione a delinquere per Conteh e per altri 25 imputati.

## Carriera

### Club
Il suo debutto in Serie A risale alla partita del 20 aprile 1996 vinta dalla Fiorentina per 1-0 sull'Atalanta. Successivamente viene ceduto al Chievo, diventando il primo calciatore straniero a giocare nella squadra gialloblù con cui disputa complessivamente tre stagioni in Serie B disputando buona parte delle partite da titolare.
Nell'estate del 2000 viene acquistato in comproprietà dal Venezia dove rimane per due stagioni, conquistando la promozione in Serie A alla fine della prima annata, al termine della quale viene riscattato dai lagunari. Nell'estate del 2002 fa parte dei giocatori che il presidente Maurizio Zamparini trasferisce dal Venezia al Palermo in seguito all'acquisto della società siciliana. Conteh, diventa, quindi, il primo e unico calciatore sierraleonese della storia della società rosanero. Con il Palermo Conteh ottiene la promozione in Serie A al termine della stagione 2003-2004 disputando, poi, il successivo campionato in massima serie. In questa stagione gioca 14 partite con il Palermo che chiude il torneo al 6º posto con conseguente qualificazione in Coppa UEFA per la prima volta nella storia della squadra siciliana. Rimasto nei rosanero anche nella stagione successiva, viene impiegato con poca continuità, specialmente da parte di Luigi Delneri. Con l'arrivo in panchina di Giuseppe Papadopulo, viene impiegato più spesso, facendo anche il suo debutto in Coppa UEFA. A seguito di ciò, nel mese di marzo il Palermo gli rinnova il contratto fino al 2008. A fine anno totalizza 6 presenze in Serie A e 4 in Coppa UEFA.
Nell'estate 2006 viene ceduto con la forma del prestito all'Atalanta, squadra con la quale gioca solo una partita a causa della malaria, contratta a causa di una puntura d'insetto mentre si trovava in ritiro con la nazionale sierraleonese.
Nella stagione 2007-2008 rimane nel bergamasco, trasferendosi con un contratto annuale all'AlbinoLeffe, con cui disputa il campionato di Serie B, svincolandosi, poi, alla fine del campionato a seguito della decisione del club di non confermare il difensore. Tuttavia, il 1º settembre 2008 la società lombarda decide di rimettere sotto contratto il giocatore per un altro campionato di Serie B.
Il 31 agosto 2009, dopo essere rimasto svincolato, si accasa al Grosseto, con cui all'esordio in campionato va subito in rete siglando il 2-2 finale nella partita contro il Gallipoli, tornando a segnare una rete a quattro anni di distanza dal suo ultimo gol, realizzato con la maglia del Palermo. Alla fine della stagione totalizza complessivamente 28 presenze.
Per la stagione 2010-2011 va a giocare nel Piacenza,, con cui debutta il 18 settembre nella sconfitta per 1-0 in casa del Grosseto. In totale gioca 20 partite da titolare su 25 presenze complessive della stagione regolare, più le due partite di play-out contro l'AlbinoLeffe che decretano la retrocessione della squadra in Prima Divisione. A fine stagione rimane svincolato a causa della scadenza del contratto.
Dopo la fine della squalifica per il calcioscommesse, da febbraio 2014 gioca nella Rivoltana, squadra lombarda di Eccellenza. Fa il suo debutto con i rivieraschi il 23 febbraio seguente nella sconfitta per 2-0 in casa del Mariano. Terminata la stagione con 10 presenze e la retrocessione della Rivoltana, si trasferisce al Montichiari, squadra militante in Serie D. Fa il suo debutto con i bresciani il 24 agosto nella sconfitta casalinga per 4-0 contro il Castiglione valida per il turno preliminare di Coppa Italia Serie D. Dopo questa sola presenza nel mese di settembre fa ritorno alla Rivoltana.
Nell'estate 2016, dopo due stagioni e complessive 24 presenze con la Rivoltana, si trasferisce alla Pradalunghese, anch'essa militante nella Promozione lombarda. Fa il suo debutto con i bergamaschi il 9 ottobre 2016 nella vittoria casalinga per 3-0 sul Ponteranica. Segna la sua prima rete con la nuova maglia il 27 novembre nella vittoria per 2-1 in casa della Juventina Covo. Chiude la stagione, nella quale la Pradalunghese viene eliminata nel primo turno dei play-off, con 1 rete in 11 presenze. La stagione successiva si trasferisce alla Ghisalbese, compagine appena retrocessa in Promozione, mentre dal 2018 milita nel Bagnatica in Terza Categoria bergamasca, con cui vince il campionato 2018-2019 ottenendo la promozione in Seconda Categoria.

### Nazionale
Ha vestito più volte la maglia della nazionale della Sierra Leone. Il primo gol lo mette a segno nella partita vinta per 1-0 contro la Guinea-Bissau il 17 ottobre 2007, mentre il secondo nella vittoria per 2-1 contro la Guinea Equatoriale il 6 settembre 2008.

## Statistiche

### Presenze e reti nei club
Statistiche aggiornate al 30 aprile 2017.
| Stagione               | Squadra                | Campionato             | Campionato | Campionato | Coppe nazionali | Coppe nazionali | Coppe nazionali | Coppe continentali | Coppe continentali | Coppe continentali | Totale | Totale |
| Stagione               | Squadra                | Comp                   | Pres       | Reti       | Comp            | Pres            | Reti            | Comp               | Pres               | Reti               | Pres   | Reti   |
| ---------------------- | ---------------------- | ---------------------- | ---------- | ---------- | --------------- | --------------- | --------------- | ------------------ | ------------------ | ------------------ | ------ | ------ |
| 1994                   | Ports Authority        | NPL                    | ?          | ?          | -               | -               | -               | -                  | -                  | -                  | ?      | ?      |
| 1995                   | Ports Authority        | NPL                    | ?          | ?          | -               | -               | -               | -                  | -                  | -                  | ?      | ?      |
| Totale Ports Authority | Totale Ports Authority | Totale Ports Authority | ?          | ?          |                 | -               | -               |                    | -                  | -                  | ?      | ?      |
| 1995                   | Café Opera             | ?                      | ?          | ?          | -               | -               | -               | -                  | -                  | -                  | ?      | ?      |
| 1995                   | Spånga                 | D2                     | 6          | 0          | -               | -               | -               | -                  | -                  | -                  | 6      | 0      |
| 1995-1996              | Atalanta               | A                      | 2          | 0          | CI              | 0               | 0               | -                  | -                  | -                  | 2      | 0      |
| 1996-1997              | Atalanta               | A                      | 0          | 0          | CI              | 0               | 0               | -                  | -                  | -                  | 0      | 0      |
| 1997                   | Café Opera             | D2                     | ?          | ?          | -               | -               | -               | -                  | -                  | -                  | ?      | ?      |
| Totale Café Opera      | Totale Café Opera      | Totale Café Opera      | ?          | ?          |                 | -               | -               |                    | -                  | -                  | ?      | ?      |
| 1997-1998              | ChievoVerona           | B                      | 13         | 0          | CI              | 0               | 0               | -                  | -                  | -                  | 23     | 0      |
| 1998-1999              | ChievoVerona           | B                      | 26         | 0          | CI              | 4               | 0               | -                  | -                  | -                  | 30     | 0      |
| 1999-2000              | ChievoVerona           | B                      | 21         | 1          | CI              | 2               | 0               | -                  | -                  | -                  | 23     | 1      |
| Totale ChievoVerona    | Totale ChievoVerona    | Totale ChievoVerona    | 60         | 1          |                 | 6               | 0               |                    | -                  | -                  | 66     | 1      |
| 2000-2001              | Venezia                | B                      | 23         | 0          | CI              | 3               | 1               | -                  | -                  | -                  | 26     | 1      |
| 2001-2002              | Venezia                | A                      | 21         | 0          | CI              | 2               | 0               | -                  | -                  | -                  | 23     | 0      |
| Totale Venezia         | Totale Venezia         | Totale Venezia         | 44         | 0          |                 | 5               | 1               |                    | -                  | -                  | 49     | 1      |
| 2002-2003              | Palermo                | B                      | 17         | 1          | CI              | 0               | 0               | -                  | -                  | -                  | 17     | 1      |
| 2003-2004              | Palermo                | B                      | 32         | 0          | CI              | 2               | 0               | -                  | -                  | -                  | 34     | 0      |
| 2004-2005              | Palermo                | A                      | 14         | 0          | CI              | 1               | 0               | -                  | -                  | -                  | 15     | 0      |
| 2005-2006              | Palermo                | A                      | 6          | 0          | CI              | 1               | 0               | CU                 | 4                  | 1                  | 11     | 1      |
| Totale Palermo         | Totale Palermo         | Totale Palermo         | 69         | 1          |                 | 4               | 0               |                    | 4                  | 1                  | 77     | 2      |
| 2006-2007              | Atalanta               | A                      | 1          | 0          | CI              | 1               | 0               | -                  | -                  | -                  | 2      | 0      |
| Totale Atalanta        | Totale Atalanta        | Totale Atalanta        | 3          | 0          |                 | 1               | 0               |                    | -                  | -                  | 4      | 0      |
| 2007-2008              | AlbinoLeffe            | B                      | 31+3       | 0          | CI              | 0               | 0               | -                  | -                  | -                  | 34     | 0      |
| 2008-2009              | AlbinoLeffe            | B                      | 25         | 0          | CI              | 0               | 0               | -                  | -                  | -                  | 25     | 0      |
| Totale AlbinoLeffe     | Totale AlbinoLeffe     | Totale AlbinoLeffe     | 56+3       | 0          |                 | 0               | 0               |                    | -                  | -                  | 59     | 0      |
| 2009-2010              | Grosseto               | B                      | 28         | 1          | CI              | 0               | 0               | -                  | -                  | -                  | 28     | 1      |
| 2010-2011              | Piacenza               | B                      | 25+2       | 0          | CI              | 0               | 0               | -                  | -                  | -                  | 27     | 0      |
| feb.-giu. 2014         | Rivoltana              | Ecc.                   | 10         | 0          | -               | -               | -               | -                  | -                  | -                  | 10     | 0      |
| lug.-sett. 2014        | Montichiari            | D                      | 0          | 0          | CID             | 1               | 0               | -                  | -                  | -                  | 1      | 0      |
| sett. 2014-2015        | Rivoltana              | Prom.                  | 20         | 0          | CI Prom.        | 0               | 0               |                    | -                  | -                  | 20     | 0      |
| 2015-2016              | Rivoltana              | Prom.                  | 4          | 0          | CI Prom.        | 0+              | 0+              |                    | -                  | -                  | 4+     | 0+     |
| Totale Rivoltana       | Totale Rivoltana       | Totale Rivoltana       | 34         | 0          |                 | 0+              | 0+              |                    | -                  | -                  | 34+    | 0+     |
| 2016-2017              | Pradalunghese          | Prom.                  | 11         | 1          | CI Prom.        | 0               | 0               |                    | -                  | -                  | 11     | 1      |
| 2017-2018              | Ghisalbese             | Prom.                  | 0+         | 0+         | CI Prom.        | 0+              | 0+              |                    | -                  | -                  | 0+     | 0+     |
| Totale carriera        | Totale carriera        | Totale carriera        | 330+5+     | 4+0+       |                 | 17+             | 1+              |                    | 4                  | 1                  | 354+   | 6+     |

### Cronologia presenze e reti in nazionale
| Cronologia completa delle presenze e delle reti in nazionale ― Sierra Leone | Cronologia completa delle presenze e delle reti in nazionale ― Sierra Leone | Cronologia completa delle presenze e delle reti in nazionale ― Sierra Leone | Cronologia completa delle presenze e delle reti in nazionale ― Sierra Leone | Cronologia completa delle presenze e delle reti in nazionale ― Sierra Leone | Cronologia completa delle presenze e delle reti in nazionale ― Sierra Leone | Cronologia completa delle presenze e delle reti in nazionale ― Sierra Leone | Cronologia completa delle presenze e delle reti in nazionale ― Sierra Leone |
| Data                                                                        | Città                                                                       | In casa                                                                     | Risultato                                                                   | Ospiti                                                                      | Competizione                                                                | Reti                                                                        | Note                                                                        |
| --------------------------------------------------------------------------- | --------------------------------------------------------------------------- | --------------------------------------------------------------------------- | --------------------------------------------------------------------------- | --------------------------------------------------------------------------- | --------------------------------------------------------------------------- | --------------------------------------------------------------------------- | --------------------------------------------------------------------------- |
| 4-9-1994                                                                    | Accra                                                                       | Ghana                                                                       | 4 – 1                                                                       | Sierra Leone                                                                | Qual. Coppa d'Africa 1996                                                   | -                                                                           | Uscita                                                                      |
| 22-10-1995                                                                  | Libreville                                                                  | Gabon                                                                       | 1 – 0                                                                       | Sierra Leone                                                                | Amichevole                                                                  | -                                                                           |                                                                             |
| 15-1-1996                                                                   | Bloemfontein                                                                | Burkina Faso                                                                | 1 – 2                                                                       | Sierra Leone                                                                | Coppa d'Africa 1996 - 1º turno                                              | -                                                                           |                                                                             |
| 18-1-1996                                                                   | Bloemfontein                                                                | Algeria                                                                     | 2 – 0                                                                       | Sierra Leone                                                                | Coppa d'Africa 1996 - 1º turno                                              | -                                                                           |                                                                             |
| 24-1-1996                                                                   | Bloemfontein                                                                | Sierra Leone                                                                | 0 – 4                                                                       | Zambia                                                                      | Coppa d'Africa 1996 - 1º turno                                              | -                                                                           |                                                                             |
| 22-4-2000                                                                   | Freetown                                                                    | Sierra Leone                                                                | 4 – 0                                                                       | São Tomé e Príncipe                                                         | Qual. Mondiali 2002                                                         | -                                                                           |                                                                             |
| 9-7-2000                                                                    | Accra                                                                       | Ghana                                                                       | 5 – 0                                                                       | Sierra Leone                                                                | Qual. Mondiali 2002                                                         | -                                                                           | 59’                                                                         |
| 25-2-2001                                                                   | Monrovia                                                                    | Liberia                                                                     | 1 – 0                                                                       | Sierra Leone                                                                | Qual. Mondiali 2002                                                         | -                                                                           |                                                                             |
| 10-3-2001                                                                   | Freetown                                                                    | Sierra Leone                                                                | 0 – 2                                                                       | Sudan                                                                       | Qual. Mondiali 2002                                                         | -                                                                           |                                                                             |
| 14-7-2001                                                                   | Freetown                                                                    | Sierra Leone                                                                | 0 – 1                                                                       | Liberia                                                                     | Qual. Mondiali 2002                                                         | -                                                                           | 47’                                                                         |
| 8-9-2002                                                                    | Malabo                                                                      | Guinea Equatoriale                                                          | 1 – 3                                                                       | Sierra Leone                                                                | Qual. Coppa d'Africa 2004                                                   | -                                                                           |                                                                             |
| 8-6-2003                                                                    | Casablanca                                                                  | Marocco                                                                     | 1 – 0                                                                       | Sierra Leone                                                                | Qual. Coppa d'Africa 2004                                                   | -                                                                           |                                                                             |
| 15-11-2003                                                                  | Freetown                                                                    | Sierra Leone                                                                | 1 – 1                                                                       | Rep. del Congo                                                              | Qual. Mondiali 2006                                                         | -                                                                           |                                                                             |
| 3-9-2006                                                                    | Freetown                                                                    | Sierra Leone                                                                | 0 – 0                                                                       | Mali                                                                        | Qual. Coppa d'Africa 2008                                                   | -                                                                           |                                                                             |
| 3-6-2007                                                                    | Freetown                                                                    | Sierra Leone                                                                | 0 – 1                                                                       | Togo                                                                        | Qual. Coppa d'Africa 2008                                                   | -                                                                           | 65’                                                                         |
| 17-10-2007                                                                  | Freetown                                                                    | Sierra Leone                                                                | 1 – 0                                                                       | Guinea-Bissau                                                               | Qual. Mondiali 2010                                                         | 1                                                                           |                                                                             |
| 17-11-2007                                                                  | Bissau                                                                      | Guinea-Bissau                                                               | 0 – 0                                                                       | Sierra Leone                                                                | Qual. Mondiali 2010                                                         | -                                                                           |                                                                             |
| 7-6-2008                                                                    | Freetown                                                                    | Sierra Leone                                                                | 0 – 1                                                                       | Nigeria                                                                     | Qual. Mondiali 2010                                                         | -                                                                           | 75’                                                                         |
| 6-9-2008                                                                    | Freetown                                                                    | Sierra Leone                                                                | 2 – 1                                                                       | Guinea Equatoriale                                                          | Qual. Mondiali 2010                                                         | 1                                                                           |                                                                             |
| 11-10-2008                                                                  | Abuja                                                                       | Nigeria                                                                     | 4 – 1                                                                       | Sierra Leone                                                                | Qual. Mondiali 2010                                                         | -                                                                           |                                                                             |
| 27-3-2011                                                                   | Niamey                                                                      | Niger                                                                       | 3 – 1                                                                       | Sierra Leone                                                                | Qual. Coppa d'Africa 2012                                                   | -                                                                           | 64’                                                                         |
| Totale                                                                      |                                                                             | Presenze                                                                    | 21                                                                          |                                                                             | Reti                                                                        | 2                                                                           |                                                                             |

## Palmarès

### Club

#### Competizioni provinciali
- Terza Categoria: 1

Bagnatica: 2018-2019

#### Competizioni nazionali
- Campionato italiano di Serie B: 1

Palermo: 2003-2004